# Championnats d'Europe de patinage de vitesse sur piste courte 2003
Navigation
Édition précédente Édition suivante
Les Championnats d'Europe  de patinage de vitesse sur piste courte 2003 se déroulent à Saint-Pétersbourg en Russie entre le 17 janvier 2003 et le 19 janvier 2003. L'événement est géré par l'Union internationale de patinage.
Il y a dix épreuves au total : cinq pour les hommes et cinq pour les femmes. Les différentes distances sont le 500 mètres, le 1 000 mètres, le 1 500 mètres, le 3 000 mètres ainsi qu'un titre décerné au meilleur patineur sur l'ensemble des épreuves.

## Palmarès
| Épreuves        | Or                      | Or             | Argent                    | Argent         | Bronze                    | Bronze         |
| --------------- | ----------------------- | -------------- | ------------------------- | -------------- | ------------------------- | -------------- |
| Hommes          |                         |                |                           |                |                           |                |
| 500 m           | Fabio Carta (ITA)       | 42 s 699       | Pieter Gysel (BEL)        | 43 s 240       | Michele Antonioli (ITA)   | 43 s 286       |
| 1 000 m         | Michele Antonioli (ITA) | 1 min 30 s 928 | Nicola Franceschina (ITA) | 1 min 30 s 937 | Fabio Carta (ITA)         | 1 min 31 s 035 |
| 1 500 m         | Fabio Carta (ITA)       | 2 min 23 s 950 | Michele Antonioli (ITA)   | 2 min 23 s 999 | Nicola Franceschina (ITA) | 2 min 24 s 055 |
| 3 000 m         | Fabio Carta (ITA)       | 5 min 09 s 330 | Pieter Gysel (BEL)        | 5 min 15 s 708 | Nicola Franceschina (ITA) | 5 min 16 s 114 |
| Toutes épreuves | Fabio Carta (ITA)       |                | Michele Antonioli (ITA)   |                | Nicola Franceschina (ITA) |                |
| Femmes          |                         |                |                           |                |                           |                |
| 500 m           | Evgenia Radanova (BUL)  | 45 s 086       | Tatiana Borodulina (BUL)  | 45 s 154       | Stéphanie Bouvier (FRA)   | 49 s 435       |
| 1 000 m         | Evgenia Radanova (BUL)  | 1 min 43 s 993 | Marta Capurso (ITA)       | 1 min 44 s 483 | Nina Evteeva (RUS)        | 1 min 44 s 495 |
| 1 500 m         | Evgenia Radanova (BUL)  | 2 min 34 s 835 | Stéphanie Bouvier (FRA)   | 2 min 35 s 488 | Nina Evteeva (RUS)        | 2 min 35 s 594 |
| 3 000 m         | Evgenia Radanova (BUL)  | 5 min 30 s 153 | Stéphanie Bouvier (FRA)   | 5 min 30 s 302 | Yvonne Kunze (GER)        | 5 min 30 s 325 |
| Toutes épreuves | Evgenia Radanova (BUL)  |                | Stéphanie Bouvier (FRA)   |                | Nina Evteeva (RUS)        |                |

## Tableau des médailles
| Rang | Nation    | Or | Argent | Bronze | Total |
| ---- | --------- | -- | ------ | ------ | ----- |
| 1    | Italie    | 5  | 4      | 5      | 14    |
| 2    | Bulgarie  | 5  | 1      | 0      | 6     |
| 3    | France    | 0  | 3      | 1      | 4     |
| 4    | Belgique  | 0  | 2      | 0      | 2     |
| 5    | Russie    | 0  | 0      | 3      | 3     |
| 6    | Allemagne | 0  | 0      | 1      | 1     |